# Tkalski prehod
Tkalski prehod (Webergang, früher Webergasse) ist der Name einer Straße im Stadtbezirk Center von Maribor, Slowenien.

## Geschichte
Im Jahr 1822 erhielt eine alte Straße in der Innenstadt den Namen Kirschnergassl und wurde 1845 wurde sowie von 1941 bis 1945 in Webergasse umbenannt. 1919 erhielt sie die entsprechende slowenische Bezeichnung Tkalska ulica. 
Im Jahr 1938 und erneut im Jahr 1945 wurde der Name in Tkalski prehod (Webergang oder Weberpassage) geändert.

## Lage
Die Straße verbindet die Vetrinjska ulica mit der Gosposka ulica. Sie verläuft südlich der Jurčičeva ulica.